# Paphiopedilum fairrieanum
Paphiopedilum fairrieanum är en orkidéart som först beskrevs av John Lindley, och fick sitt nu gällande namn av Stein. Paphiopedilum fairrieanum ingår i släktet Paphiopedilum och familjen orkidéer. Inga underarter finns listade i Catalogue of Life.

## Bildgalleri

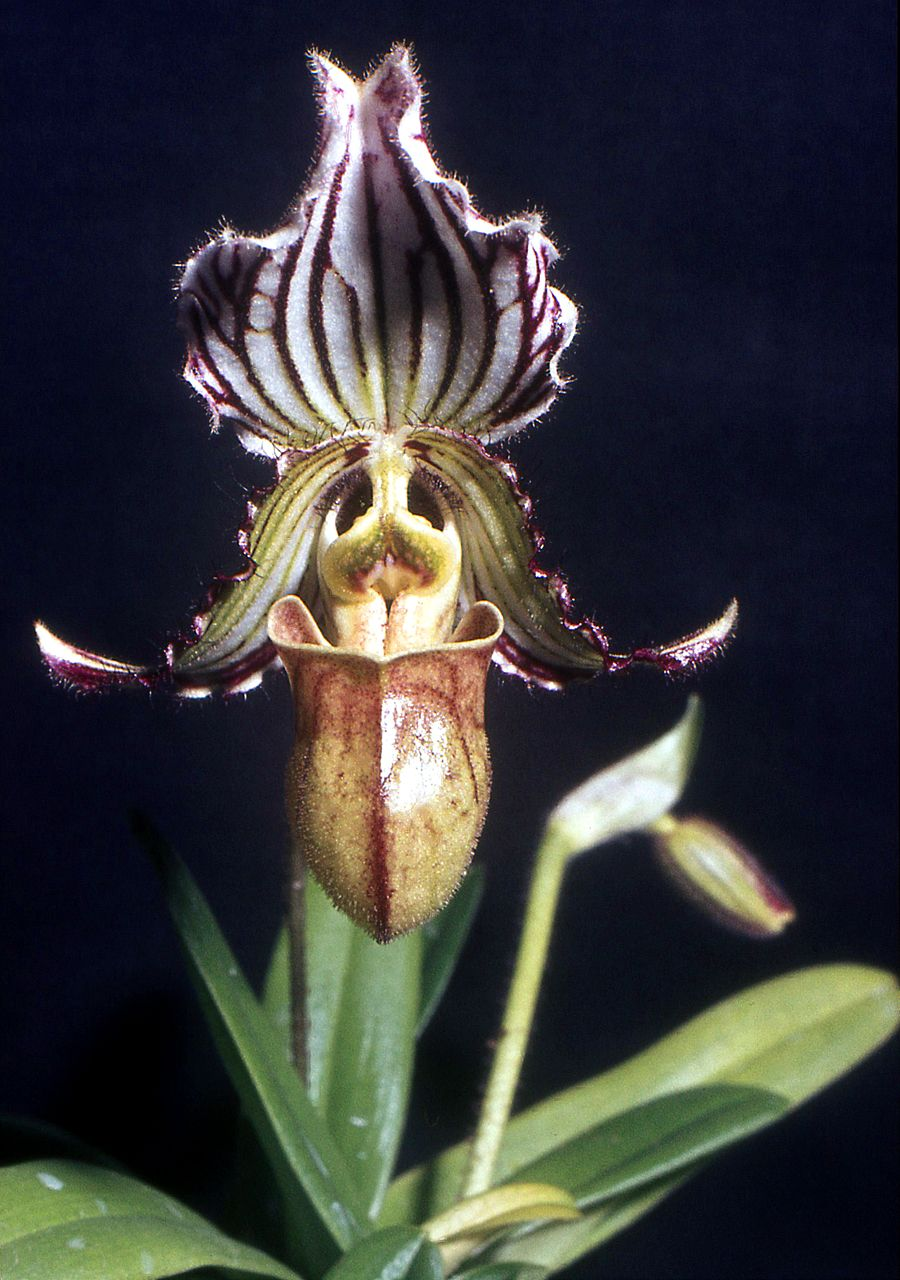
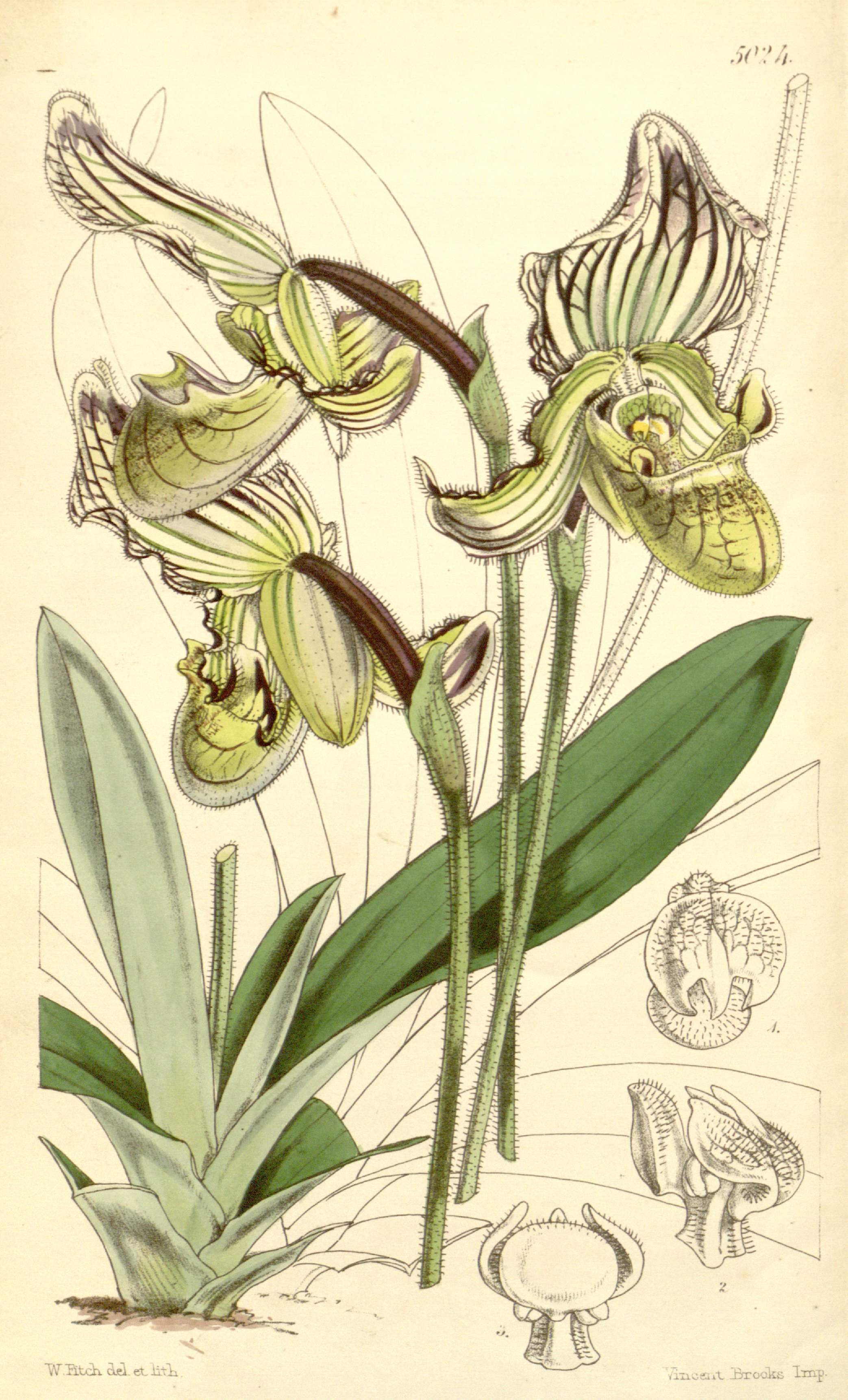
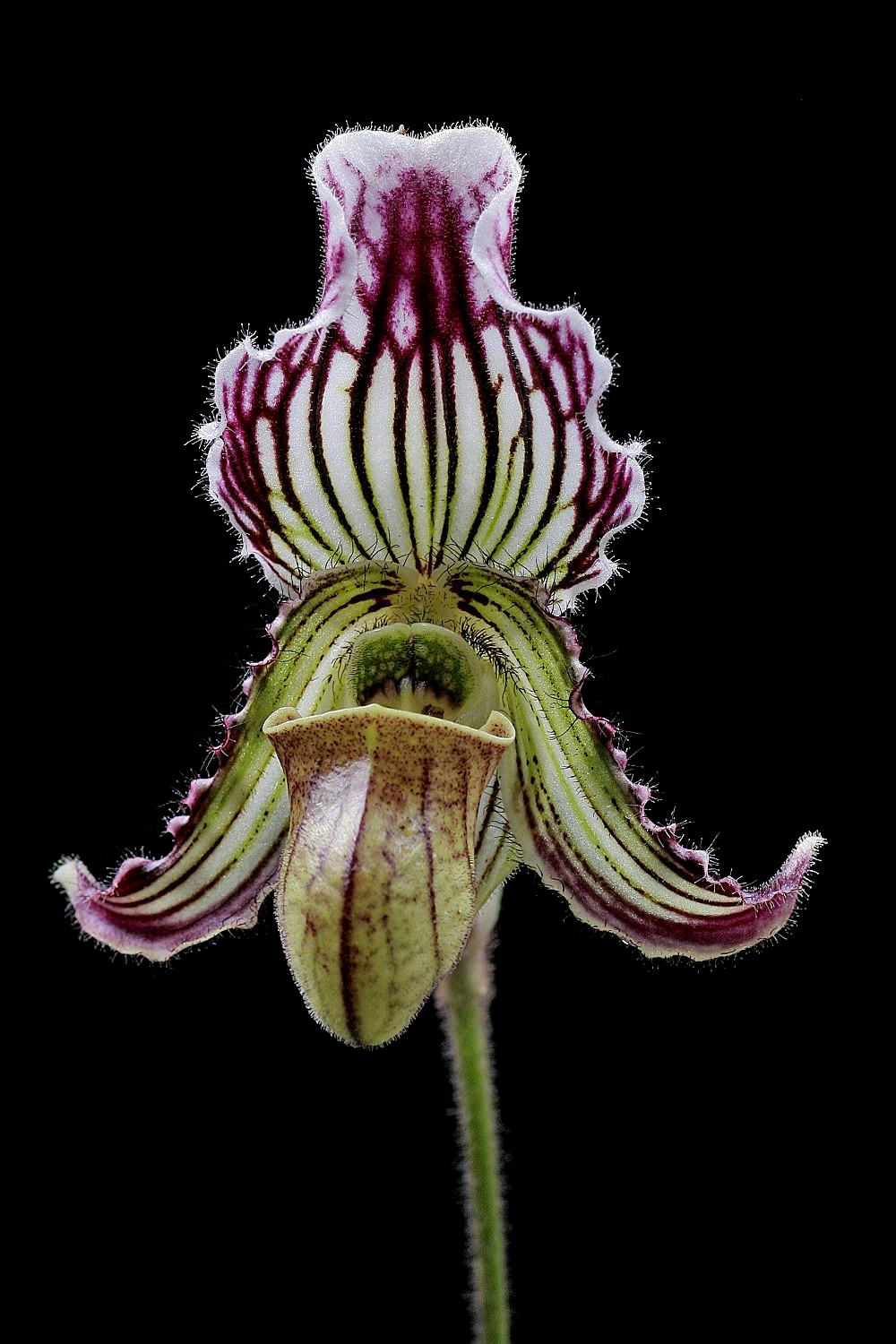
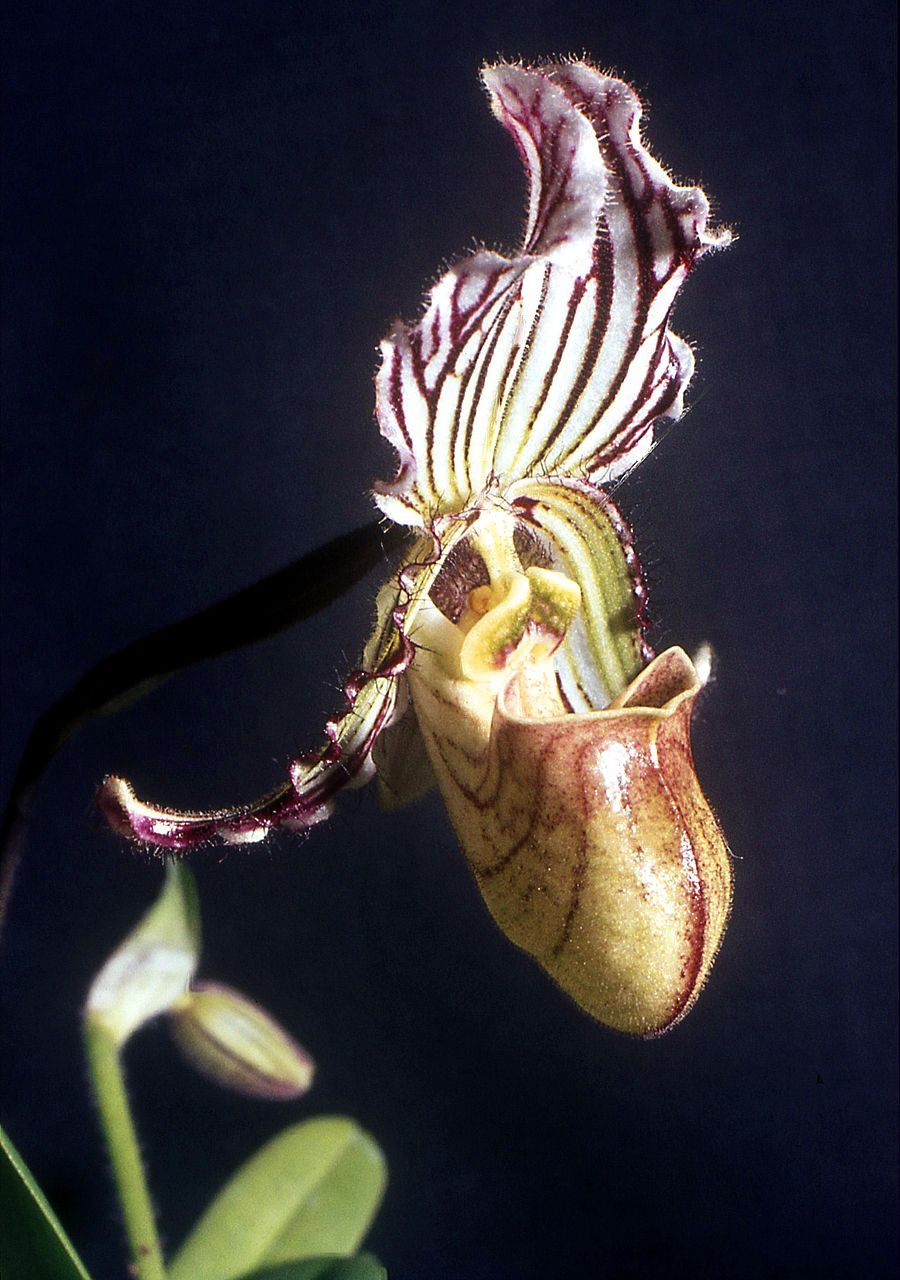
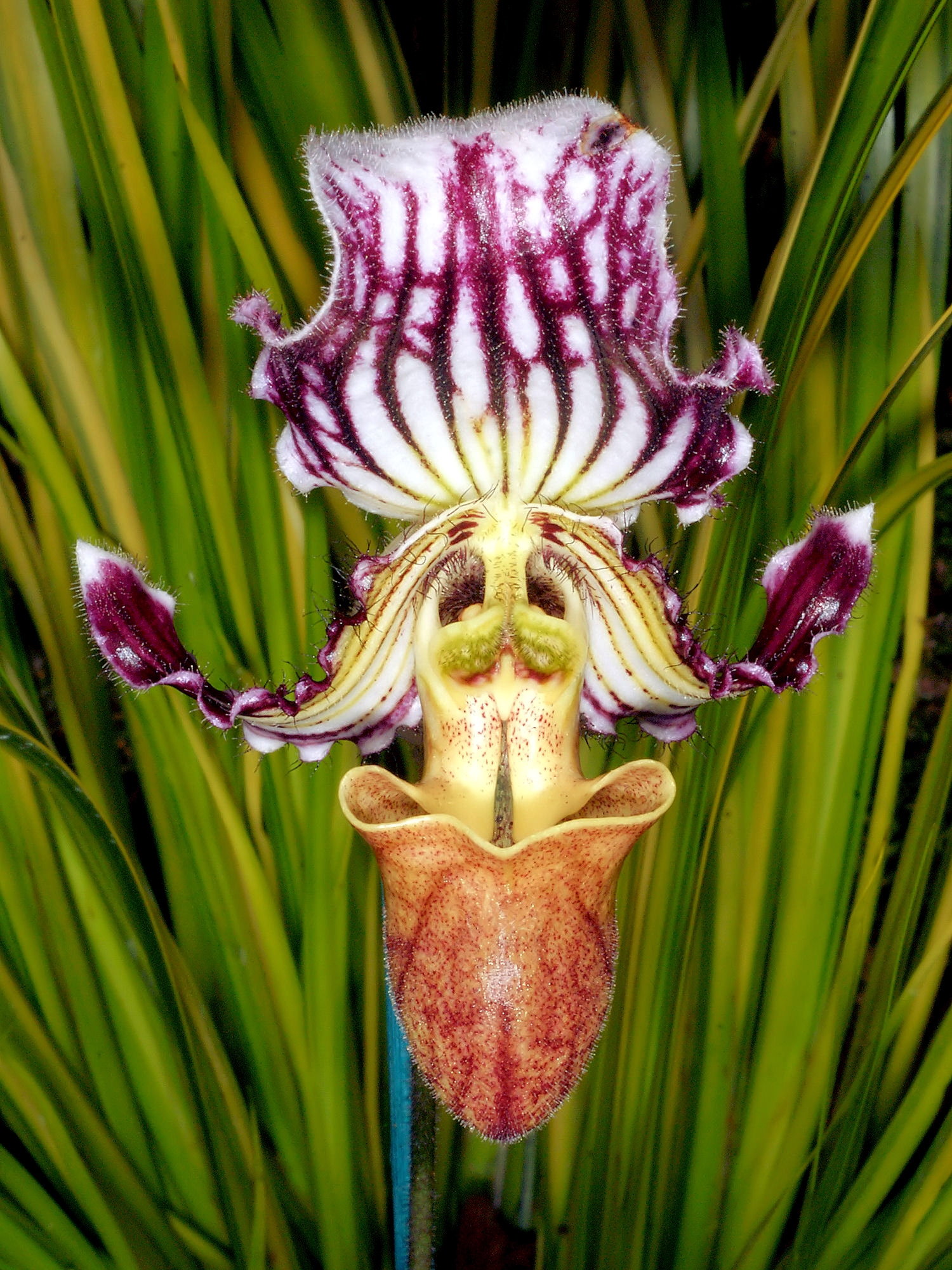
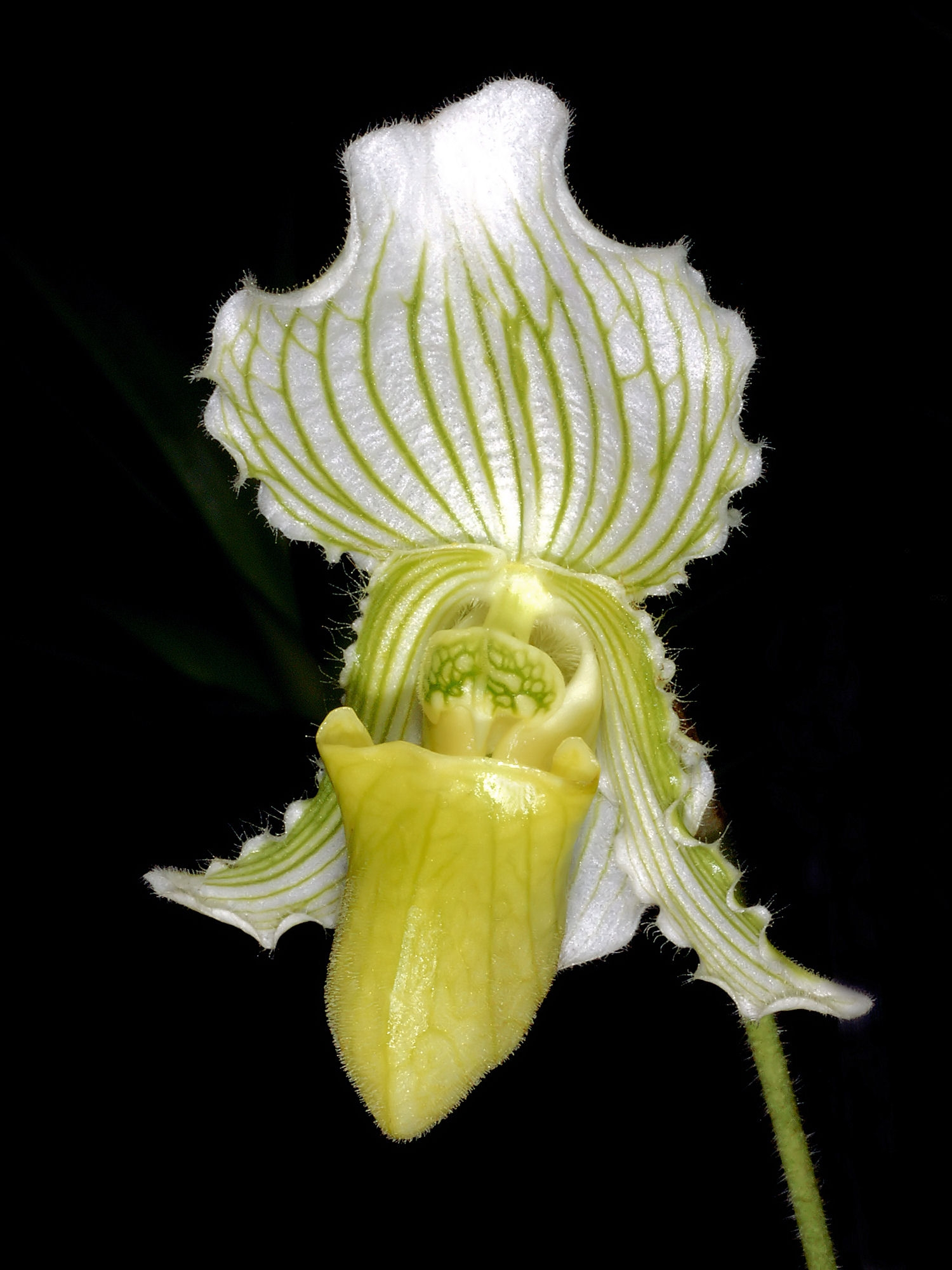